# Genética molecular
La genética molecular (no confundir con la biología molecular) es el campo de la genética que estudia la estructura y la función de los genes a nivel molecular. La genética molecular emplea los métodos de la genética y la biología molecular. Se denomina de esta forma para diferenciarla de otras ramas de la genética como la genética ecológica y la genética de poblaciones.

## Ramas de la genética molecular
Un área importante dentro de la genética molecular es el uso de la información molecular para determinar los patrones de descendencia y, por lo tanto, la correcta clasificación científica de los organismos, lo que se denomina sistemática molecular, mientras que el establecimiento de relaciones de parentesco se llama filogenia molecular, lo cual se diferencia con el método de genes que aparecen en el mundo y el universo.[cita requerida]
Junto con la determinación de la matriz de descendientes, la genética molecular ayuda a comprender las mutaciones genéticas que pueden causar ciertos tipos de enfermedades. A través de la utilización de sus métodos y los de la biología molecular, la genética molecular descubre las razones por las cuales se expresan o no ciertas características y cómo y porqué algunas pueden sufrir mutaciones.[cita requerida]

## Forward genetics
Una de las primeras herramientas utilizada por los genetistas moleculares fue el rastreo genético. El objetivo de esta técnica es identificar el gen que es responsable de un determinado fenotipo. Muchas veces se usa un agente mutagénico para acelerar este proceso. Una vez aislados los organismos mutantes, se hace posible identificar molecularmente al gen responsable de la mutación.[cita requerida]

## Reverse genetics
Aunque los rastreos de la forward genetics sean eficaces, es posible usar un abordaje más directo: determinar el fenotipo resultante de la mutación de un determinado gen. A esto se le llama reverse genetics. En algunos organismos, como las levaduras, es posible inducir una deleción en un gen específico, creando un bloqueo de genes. Una alternativa posible es inducir deleciones aleatorias en el ADN y seleccionar posteriormente las deleciones en genes de interés, usar ARN interferente y crear organismos transgénicos con una sobreexpresión del gen de interés.[cita requerida]

## Técnicas utilizadas en genética molecular
Existen tres técnicas de biología molecular  utilizadas por la genética molecular: amplificación, separación y detección de secuencias. La reacción en cadena de la polimerasa es específicamente utilizada para la amplificación, un instrumento indispensable para una gran variedad de aplicaciones. En la técnica de separación y detección, el ADN y el ARNm se aíslan a partir de sus células. La expresión del gen en células u organismos se realiza en un local o tiempo que no es habitual para ese gen específico.[cita requerida]

### Amplificación
Hay otros métodos para la amplificación, además de la reacción en cadena de la polimerasa. La clonación de ADN en bacterias es también una forma de amplificar ADN en genes.[cita requerida]

#### Reacción en cadena de la polimerasa
Los principales materiales utilizados en la reacción en cadena de la polimerasa son nucleótidos del ADN o molde ADN (template), partidores (primers) y la Taq polimerasa. Los nucleótidos de ADN son la base para el nuevo ADN; el ADN molde es la secuencia específica que va a ser amplificada, los partidores son nucleótidos complementarios que pueden ir en ambos lados del ADN molde, y la Taq polimerasa es una enzima térmicamente estable que salta e inicia la producción de ADN nuevo a las temperaturas elevadas necesarias para la reacción. Con esta técnica no es necesario usar las bacterias vivas ni células; todo lo que se necesita es la secuencia de bases del ADN y los materiales listados arriba.[cita requerida]

#### Clonación de ADN en bacterias
El término clonación para este tipo de amplificación implica hacer múltiples copias idénticas de una secuencia de ADN. La secuencia de ADN objetivo se inserta en un vector de clonación. Una vez que este vector origina plásmido, a partir de un virus autorreplicante o una célula superior del organismo, cuando el ADN de tamaño apropiado se inserta el "alvo y se ligan fragmentos de ADN del vector" y crean una molécula de ADN recombinante. Las moléculas de ADN recombinantes se colocan después en una cepa de bacterias (Escherichia coli, generalmente) que producen varias copias idénticas por transformación. La transformación es el mecanismo de absorción de ADN que poseen las bacterias. Apenas una molécula de ADN recombinante puede ser clonada dentro de una única célula bacteriana, de modo que cada clon corresponde apenas a una inserción de ADN.[cita requerida]

## Aplicaciones
Una de las aplicaciones consiste en el estudio de la mutación y variación de cepas de bacterias.

### Terapia génica
Una mutación en un gen puede resultar en una condición médica patológica. Una proteína codificada por un gen mutado puede funcionar mal y las células que se basan en esa proteína podría no funcionar adecuadamente, lo cual puede causar problemas para los tejidos u órganos específicos o para todo el cuerpo. Esto puede manifestarse en el curso del desarrollo corporal o como una respuesta anormal (como en las deformidades) a los estímulos (como en el caso de las alergias). Los padecimientos relacionados con las mutaciones del gen se llaman trastornos genéticos.[cita requerida]
Una manera de tratar los problemas fisiológicos resultantes es la terapia génica. Mediante la adición de una copia corregida del gen, se puede producir una forma funcional de la proteína, para que las células afectadas, tejidos y órganos funcionen correctamente. A diferencia de los enfoques basados en medicamentos, la terapia génica repara el defecto genético subyacente.[cita requerida]
Una forma de terapia génica es el proceso de tratamiento o alivio de enfermedades mediante la modificación genética de las células de la persona afectada con un nuevo gen que está funcionando correctamente. Cuando un gen de la enfermedad humana ha sido reconocido molecularmente, las herramientas genéticas se pueden utilizar para explorar el proceso del gen tanto "normal" como mutante. A partir de ahí, los genetistas diseñan un nuevo gen que funcione correctamente. A continuación, el nuevo gen se transfiere ya sea in vivo o ex vivo, y el cuerpo comienza a producir proteínas de acuerdo con las instrucciones de ese gen. La terapia génica tiene que llevarse a cabo varias veces, a fin de obtener resultados duraderos.[cita requerida]